# Onychembolus
Onychembolus es un género de arañas araneomorfas de la familia Linyphiidae. Se encuentra en Sudamérica.

## Lista de especies
Según The World Spider Catalog 12.0:
- Onychembolus anceps Millidge, 1991
- Onychembolus subalpinus Millidge, 1985